# Posočje
Posočje je geografsko območje v zahodni Sloveniji, ki obsega ozemlje ob reki Soči. Od severa proti jugu ga delimo na Zgornje, Srednje in Spodnje Posočje. Ta delitev se opira predvsem na naravne (reliefne, klimatske in druge) značilnosti in na družbeno-politično delitev. Pomembnejši kraji v Posočju so Bovec, Kobarid, Tolmin, Kanal ob Soči in Nova Gorica. 

## Delitev
Zgornje Posočje (Alpsko Posočje) sega od izvira reke Soče pod najvišjimi vrhovi Julijskih Alp do Mosta na Soči, razdeljeno na Bovško, Kobariško in Tolminsko. Soča in njeni pritoki so vrezali globoke struge v pretežno karbonatno podlago. Prevladuje dachsteinski apnenec, iz katerega je zgrajena večina Julijskih Alp. Vmes so pasovi dolomita, rdečega laporja in fliša, na dnu doline pa prevladujejo aluvialni nanosi. Pod Kobaridom se dolina razširi. Med Kobaridom in Mostom na Soči je dolino izoblikoval ledenik. Sledi tega so vidne kot čelne morene pri Mostu na Soči. Dno doline, ledeniško-rečne prodne terase, na zahodu omejujejo Stol, Mija, Matajur in Kolovrat. V dolinah prevladujejo bukovi gozdovi pomešani s črnim gabrom in malim jesenom. Smreka raste na mestih s hladnim zrakom. Višje na gorskih pobočjih se ob bukvi pojavi macesen, še višje pa ruševje.
Značilno za te kraje je bilo planšarstvo, reja ovac in koz. Z uvedbo koruze (v 17. stoletju) in krompirja (konec 18. stoletja) se je razširilo tudi poljedelstvo. Zaradi zaprtosti doline so slabe prometne povezave z drugimi območji v širši okolici. Tu je razvit predvsem turizem, ki temelji na naravnih znamenitostih.
Srednje Posočje (tudi Kanalsko Posočje) označuje dolina Soče med Mostom na Soči in vstopom na Goriško ravan. V tem delu Posočja poleg apnenčaste prevladuje flišna kamninska podlaga, najti pa je tudi več trših kamnin, predvsem trdih laporjev, peščenjakov in apnenih breč, katerih ostanki se nahajajo v prsti. Zaradi take zgradbe površja ima tod Soča z obeh strani veliko manjših pritokov, za katere je značilno, da njihove struge potekajo v smeri geoloških prelomov, ki so v tem delu pravokotni na tok reke Soče. Za fliš je značilno, da prepereva hitreje od odpornejših kamnin, zaradi česar so flišna pobočja praviloma položnejša, dolina pa je na teh mestih širša. Na območju med Mostom na Soči in Avčami ter med naseljema Plave in Solkan prevladujejo odpornejše karbonatne kamnine, zaradi česar ima rečno korito v teh delih obliko kanjona ali celo vintgarja.
V srednjem Posočju se srečujeta sredozemski in alpski tip podnebja. Alpski tip je značilen za zimski čas, preostali del leta pa je v dolini čutiti sredozemski vpliv. Zaradi tega vpliva je v tem delu Slovenije količina padavin nad povprečjem. Na konglomeratnih terasah in holocenskih ravnicah v dolini Soče, zlasti pri Ročinju, Avčah, Desklah in Plavah, so se razvile rjave prsti, ki imajo zaradi dolgotrajnega obdelovanja že značilnosti antropogenih prsti. Te podlage so idealne za razvoj gozda z toploljubnimi drevesnimi vrstami (kostanj, jesen …).
Raba tal je pestrejša, pojavlja se trta v brajdah. Zastopana je hidroenergetska izraba Soče, kamnolomi (lapor, apnenec). Med prometnimi povezavami se poleg ceste pojavi še železniška povezava.
Spodnje Posočje (tudi Italijansko/Goriško/Laško Posočje) se razprostira med ožino pri Solkanu in izlivom Soče v Jadransko morje, vključno s porečjem Vipave. Gre za bolj ravninsko do gričevnato pokrajino, izpostavljeno poplavam, kjer reke pogosto spreminjajo svojo strugo. Močan je vpliv sredozemskega podnebja, zato je kmetijstvo (poljedelstvo) izrazito zastopano, znotraj tega pa predvsem vrtnarstvo, vinogradništvo, sadjarstvo. Prometna odprtost je močno poudarjena, poselitev je gostejša, tudi z večjimi kraji, med gospodarskimi dejavnostmi je močna trgovina.
Območja ob soških pritokih lahko imenujemo tudi Idrijsko Posočje, Vipavsko Posočje, Nadiško Posočje, Tersko Posočje.

### Triglavski narodni park
Triglavski narodni park obsega glavnino Zgornjega Posočja. Na zahodu je park omejen z državno mejo po grebenu Ponc, čez Mangart, prelaz Predel, do Prevale na Kaninskem pogorju. Znotraj parka je tudi Rombon, tu pa se meja spusti do trdnjave Kluže. Zajete so vse tri doline Koritnica, Trenta do Lepene. Meja parka se nato dvigne proti Krnskemu pogorju in se spusti skoraj do Tolmina. leta 1995 so v vasi Na Logu v Trenti odprli Informativno središče TNP, kjer si obiskovalci lahko ogledajo zanimivosti območja.

## Zgodovina poselitve
Dolina je bila že zelo zgodaj poseljena, kar dokazujejo arheološke najdbe, ki jim sledimo od srednjega paleolitika do mlajše kamene dobe. Na Kanalskem Vrhu je zelo pomembna najdba iz pozne bronaste dobe iz ok. 13. – 11. stol. pr. n. št. V 9. stol. pr. n. št.se je širila železnodobna skupnost v Tolminu, Kobaridu in Mostu na Soči. Nahajališče iz latenske dobe (po letu 450 pr. n. št.) je v Idriji ob Bači, kjer je bilo pleme noriških Ambisontov.
Po letu 107 n. št. pa so že prihajali vplivi Rimljanov. Že ti so popravili cesto iz Ogleja ob Nadiži čez Predel in na sever. Zaradi hribovitega sveta je bilo v Posočju ugotovljenih le nekaj vil rustik, ki bi jim bilo mogoče dokazati obstoj ali celo nastanek v poznorimskem času. Znane lokacije so: rimski vili v Bukovici in Pavlinih pri Loki v zahodnem delu Vipavske doline, stanovanjska stavba iz 4. st. na Ledinah v Novi Gorici, manjša nekropola iz 4. st. Na lajšču v Avčah in v Anhovem, nekropola Na steni v Solkanu, rimska naselbina Gradič nad Kobaridom, Most na Soči, Sv. Katarina nad Novo Gorico in drugi. Raziskave na Tonovcovem gradu pri Kobaridu so dokazale obstoj velike utrjene naselbine s številnimi stanovanjskimi stavbami in cerkvami iz sredine 5. stoletja. Zanesljiva poznoantična naselbina Gradec pri Logjeh leži v Breginjskem kotu.
Zelo pomembno, a žal v precej uničeno, je langobardsko grobišče iz časa langobardske selitve v Italijo v Biljah. Solkanski grad naj bi bil eden izmed členov njihovega obrambnega sistema. Najden je bil žgani germanski grob na najdišču Rodne pri Tolminu.
Povsem neznatni in neizpovedni so arheološki sledovi iz časa od 6. - 8 stoletja, ko so se začeli naseljevati Slovani.
Po padcu langobardske države so med letoma 774 in 776 Posočje osvojili Franki. V drugi polovici 10. stoletja je Posočje prišlo pod Rimsko-nemško cesarstvo.
V nadaljevanju so se za ozemlje in prebivalstvo potegovali oglejski patriarhi, goriški grofje in Benečani. Tu je potekala meja med Habsburško monarhijo in Beneško republiko, ki so se za območje tudi večkrat spopadli (med 1508–1521 in 1615–1617). 
Najstarejši podatek, izpričan v zgodovinskih virih, govori o t. i. Bovški poti, ki je v srednjem veku povezovala Furlanijo in Koroško. Približen potek poti je znan: čez Čedad proti severu po dolini Nadiže, pri Robiču se je usmerila proti vzhodu, pri Kobaridu dosegla Sočo in ob njej proti Bovcu ter  čez Predel v Trbiž. Na to pot se je navezovala pri Tolminu pot ob Bači na proti Kranjski. Bovška pot je prvič omenjena v pisnem viru leta 1326. Ohranil se je tudi zapis, da je med letoma 1399 in 1404 mesto Čedad začelo graditi cesto čez Predel. Po posredovanju nadvojvode Karla so leta 1587 končali tudi gradnjo poti med Gorico in Trbižem.
Ker so domače ljudstvo privijali z davki, so se v Posočju dogajali tudi upori. Največji je bil leta 1713 veliki tolminski punt.
Med letoma 1809–1813 je bilo območje vključeno v Ilirske province.
V avstro-ogrskem obdobju je Posočje spadalo pod Goriško-Gradiščansko grofijo, eno od 17 avstrijskih dežel.
V prvi svetovni vojni je v Posočju potekala 93 km dolga fronta med italijansko in avstro-ogrsko vojsko. Med letoma 1915 in 1917 je bilo bojišče z 12 ofenzivami. Po rapalski pogodbi iz leta 1920 je Posočje pripadlo Italiji.
Po končani drugi svetovni vojni je na podlagi pariške mirovne konference leta 1946 večji del Posočja pripadel Jugoslaviji. Dokončno je bila meja določena z londonskim sporazumom leta 1954. Ta je ozemlje zahodno od Soške doline dodelil Italiji. Leta 1975 so bili me Italijo in Jugoslavijo podpisani Osimski sporazumi s katerimi sta državi uredili mejna vprašanja.

## Potresi v Posočju
Posočje je prizadelo v zgodovini več potresov. V novejši zgodovini je potrebno omeniti tistega iz leta 1976, ki je imel epicenter v Furlaniji, v Posočju pa najbolj prizadel Breginjski kot, Kobarid in Tolmin.
12. aprila leta 1998, na velikonočno nedeljo, je Posočje je prizadel močan potres z močjo 5,6. stopnje po Richterjevi lestvici. Drugi večji potres je Posočje prizadel 12. julija 2004 ob 15.04 z močjo 4,9 stopnje po Richterjevi lestvici.